# Edmond Abazi
Edmond Eduard Abazi (Tirana, 29 gennaio 1968) è un ex calciatore albanese, di ruolo centrocampista.

## Carriera

### Club
Il 1º luglio 1990 viene acquistato dalla squadra croata del Hajduk Spalato per 2,1 milioni di euro.

### Nazionale
Ha collezionato 19 presenze e 2 gol con la Nazionale albanese.

## Statistiche

### Presenze e reti nei club
Statistiche aggiornate al 9 maggio 1999.
| Stagione              | Squadra               | Campionato            | Campionato | Campionato | Coppe nazionali | Coppe nazionali | Coppe nazionali | Coppe continentali | Coppe continentali | Coppe continentali | Altre coppe | Altre coppe | Altre coppe | Totale | Totale |
| Stagione              | Squadra               | Comp                  | Pres       | Reti       | Comp            | Pres            | Reti            | Comp               | Pres               | Reti               | Comp        | Pres        | Reti        | Pres   | Reti   |
| --------------------- | --------------------- | --------------------- | ---------- | ---------- | --------------- | --------------- | --------------- | ------------------ | ------------------ | ------------------ | ----------- | ----------- | ----------- | ------ | ------ |
| 1984-1985             | Dinamo Tirana         | KP                    | ?          | ?          | CA              | 0               | 0               | -                  | -                  | -                  | -           | -           | -           | 0+     | 0+     |
| 1985-1986             | Dinamo Tirana         | KP                    | ?          | ?          | CA              | 0               | 0               | -                  | -                  | -                  | -           | -           | -           | 0+     | 0+     |
| 1986-1987             | Dinamo Tirana         | KP                    | ?          | ?          | CA              | 0               | 0               | -                  | -                  | -                  | -           | -           | -           | 0+     | 0+     |
| 1987-1988             | Dinamo Tirana         | KP                    | 21         | 3          | CA              | 0               | 0               | -                  | -                  | -                  | -           | -           | -           | 21     | 3      |
| 1988-1989             | Dinamo Tirana         | KP                    | ?          | ?          | CA              | 0               | 0               | -                  | -                  | -                  | -           | -           | -           | 0+     | 0+     |
| 1989-1990             | Dinamo Tirana         | KP                    | ?          | ?          | CA              | 0               | 0               | CdC                | 0                  | 0                  | SA          | 0           | 0           | 0+     | 0+     |
| Totale Dinamo Tirana  | Totale Dinamo Tirana  | Totale Dinamo Tirana  | 21+        | 3+         |                 | 0               | 0               |                    | 0                  | 0                  |             | 0           | 0           | 21+    | 3+     |
| 1990-1991             | Hajduk Spalato        | PL                    | 4          | 1          | CJ              | 0               | 0               | -                  | -                  | -                  | -           | -           | -           | 4      | 1      |
| 1991-1992             | Hajduk Spalato        | PL                    | 18         | 1          | CJ              | 0               | 0               | CdC                | 2                  | 0                  | -           | -           | -           | 20     | 1      |
| 1992-1993             | Hajduk Spalato        | 1. HNL                | 0          | 0          | CC              | 0               | 0               | UCL                | 0                  | 0                  | -           | -           | -           | 0      | 0      |
| Totale Hajduk Spalato | Totale Hajduk Spalato | Totale Hajduk Spalato | 22+        | 2+         |                 | 0               | 0               |                    | 2                  | 0                  |             | -           | -           | 24+    | 2+     |
| 1993-gen. 1994        | Benfica B             | SL                    | ?          | ?          | CP              | 0               | 0               | -                  | -                  | -                  | -           | -           | -           | 0+     | 0+     |
| gen.-giu. 1994        | Šibenik               | 1. HNL                | ?          | ?          | CC              | 0               | 0               | -                  | -                  | -                  | -           | -           | -           | 0+     | 0+     |
| 1994-1995             | Boavista              | PD                    | 28         | 4          | CP              | 0               | 0               | -                  | -                  | -                  | -           | -           | -           | 28     | 4      |
| 1995-gen. 1996        | Académica             | SL                    | 7          | 1          | CP              | 0               | 0               | -                  | -                  | -                  | -           | -           | -           | 7      | 1      |
| gen.-giu. 1996        | Manchester City       | PL                    | 0          | 0          | FACup+CdL       | 0+0             | 0               | -                  | -                  | -                  | -           | -           | -           | 0      | 0      |
| 1996-1997             | Académica             | SL                    | 26         | 1          | CP              | 0               | 0               | -                  | -                  | -                  | -           | -           | -           | 26     | 1      |
| 1997-1998             | Académica             | PD                    | 23         | 1          | CP              | 0               | 0               | -                  | -                  | -                  | -           | -           | -           | 23     | 1      |
| 1998-1999             | Académica             | PD                    | 23         | 1          | CP              | 0               | 0               | -                  | -                  | -                  | -           | -           | -           | 23     | 1      |
| Totale Académica      | Totale Académica      | Totale Académica      | 79         | 4          |                 | 0               | 0               |                    | -                  | -                  |             | -           | -           | 79     | 4      |
| 1999-2000             | Marialvas             | SD                    | ?          | ?          | CP              | 0               | 0               | -                  | -                  | -                  | -           | -           | -           | 0+     | 0+     |
| Totale carriera       | Totale carriera       | Totale carriera       | 150+       | 13+        |                 | 0               | 0               |                    | 2                  | 0                  |             | 0           | 0           | 152+   | 13+    |

### Cronologia presenze in Nazionale
| Cronologia completa delle presenze e delle reti in nazionale ― Albania | Cronologia completa delle presenze e delle reti in nazionale ― Albania | Cronologia completa delle presenze e delle reti in nazionale ― Albania | Cronologia completa delle presenze e delle reti in nazionale ― Albania | Cronologia completa delle presenze e delle reti in nazionale ― Albania | Cronologia completa delle presenze e delle reti in nazionale ― Albania | Cronologia completa delle presenze e delle reti in nazionale ― Albania | Cronologia completa delle presenze e delle reti in nazionale ― Albania |
| Data                                                                   | Città                                                                  | In casa                                                                | Risultato                                                              | Ospiti                                                                 | Competizione                                                           | Reti                                                                   | Note                                                                   |
| ---------------------------------------------------------------------- | ---------------------------------------------------------------------- | ---------------------------------------------------------------------- | ---------------------------------------------------------------------- | ---------------------------------------------------------------------- | ---------------------------------------------------------------------- | ---------------------------------------------------------------------- | ---------------------------------------------------------------------- |
| 30-10-1985                                                             | Tirana                                                                 | Albania                                                                | 1 – 1                                                                  | Grecia                                                                 | Qual. Mondiali 1986                                                    | -                                                                      | 46’                                                                    |
| 30-5-1990                                                              | Reykjavík                                                              | Islanda                                                                | 2 – 0                                                                  | Albania                                                                | Qual. Euro 1992                                                        | -                                                                      |                                                                        |
| 26-5-1991                                                              | Tirana                                                                 | Albania                                                                | 1 – 0                                                                  | Islanda                                                                | Qual. Euro 1992                                                        | 1                                                                      | 64’                                                                    |
| 16-10-1991                                                             | Olomouc                                                                | Cecoslovacchia                                                         | 2 – 1                                                                  | Albania                                                                | Qual. Euro 1992                                                        | -                                                                      | 32’                                                                    |
| 29-1-1992                                                              | Tirana                                                                 | Albania                                                                | 1 – 0                                                                  | Grecia                                                                 | Amichevole                                                             | -                                                                      |                                                                        |
| 22-4-1992                                                              | Siviglia                                                               | Spagna                                                                 | 3 – 0                                                                  | Albania                                                                | Qual. Mondiali 1994                                                    | -                                                                      |                                                                        |
| 26-5-1992                                                              | Dublino                                                                | Irlanda                                                                | 2 – 0                                                                  | Albania                                                                | Qual. Mondiali 1994                                                    | -                                                                      |                                                                        |
| 3-6-1992                                                               | Tirana                                                                 | Albania                                                                | 1 – 0                                                                  | Lituania                                                               | Qual. Mondiali 1994                                                    | 1                                                                      | 39’                                                                    |
| 9-9-1992                                                               | Belfast                                                                | Irlanda del Nord                                                       | 3 – 0                                                                  | Albania                                                                | Qual. Mondiali 1994                                                    | -                                                                      |                                                                        |
| 17-2-1993                                                              | Tirana                                                                 | Albania                                                                | 1 – 2                                                                  | Irlanda del Nord                                                       | Qual. Mondiali 1994                                                    | -                                                                      | Ammonizione                                                            |
| 22-9-1993                                                              | Tirana                                                                 | Albania                                                                | 1 – 5                                                                  | Spagna                                                                 | Qual. Mondiali 1994                                                    | -                                                                      |                                                                        |
| 29-3-1995                                                              | Tirana                                                                 | Albania                                                                | 3 – 0                                                                  | Moldavia                                                               | Qual. Euro 1996                                                        | -                                                                      |                                                                        |
| 6-9-1995                                                               | Tirana                                                                 | Albania                                                                | 1 – 1                                                                  | Bulgaria                                                               | Qual. Euro 1996                                                        | -                                                                      |                                                                        |
| 7-10-1995                                                              | Sofia                                                                  | Bulgaria                                                               | 3 – 0                                                                  | Albania                                                                | Qual. Euro 1996                                                        | -                                                                      | 85’                                                                    |
| 14-8-1996                                                              | Amarousio                                                              | Grecia                                                                 | 2 – 1                                                                  | Albania                                                                | Amichevole                                                             | -                                                                      |                                                                        |
| 9-10-1996                                                              | Tirana                                                                 | Albania                                                                | 0 – 3                                                                  | Portogallo                                                             | Qual. Mondiali 1998                                                    | -                                                                      | 82’                                                                    |
| 29-3-1997                                                              | Granada                                                                | Albania                                                                | 0 – 1                                                                  | Ucraina                                                                | Qual. Mondiali 1998                                                    | -                                                                      |                                                                        |
| 2-4-1997                                                               | Granada                                                                | Albania                                                                | 2 – 3                                                                  | Germania                                                               | Qual. Mondiali 1998                                                    | -                                                                      | 64’                                                                    |
| 7-6-1997                                                               | Porto                                                                  | Portogallo                                                             | 2 – 0                                                                  | Albania                                                                | Qual. Mondiali 1998                                                    | -                                                                      | 46’ 55’                                                                |
| Totale                                                                 |                                                                        | Presenze                                                               | 19                                                                     |                                                                        | Reti                                                                   | 2                                                                      |                                                                        |

## Palmarès

### Club

#### Competizioni nazionali
- Coppa d'Albania: 2

Dinamo Tirana: 1988-1989, 1989-1990
- Supercoppa d'Albania: 1

Dinamo Tirana: 1989
- Campionato albanese: 1

Dinamo Tirana: 1989-1990
- Campionato croato: 1

Hajduk Spalato: 1992